# Cri Wilhelm
Pour les articles homonymes, voir Wilhelm.
Le cri Wilhelm ou cri de Wilhelm (Wilhelm scream en anglais) est l'enregistrement d'un cri utilisé comme bruitage dans de nombreux films. Son utilisation s'est aujourd'hui étendue à d'autres médias comme la télévision et les jeux vidéo, à un tel point qu'il est devenu le bruitage le plus connu et populaire de la pop culture, cela grâce à sa singularité le rendant facilement reconnaissable. Le cri est souvent utilisé lorsque quelqu'un est abattu, tombe d'une grande hauteur ou est projeté par une explosion.
Entendu pour la première fois dans le film Les Aventures du capitaine Wyatt (1951), cet échantillon a gagné sa notoriété en étant systématiquement placé dans des grandes productions cinématographiques comme la saga Star Wars ou la série de films Indiana Jones.

## Histoire

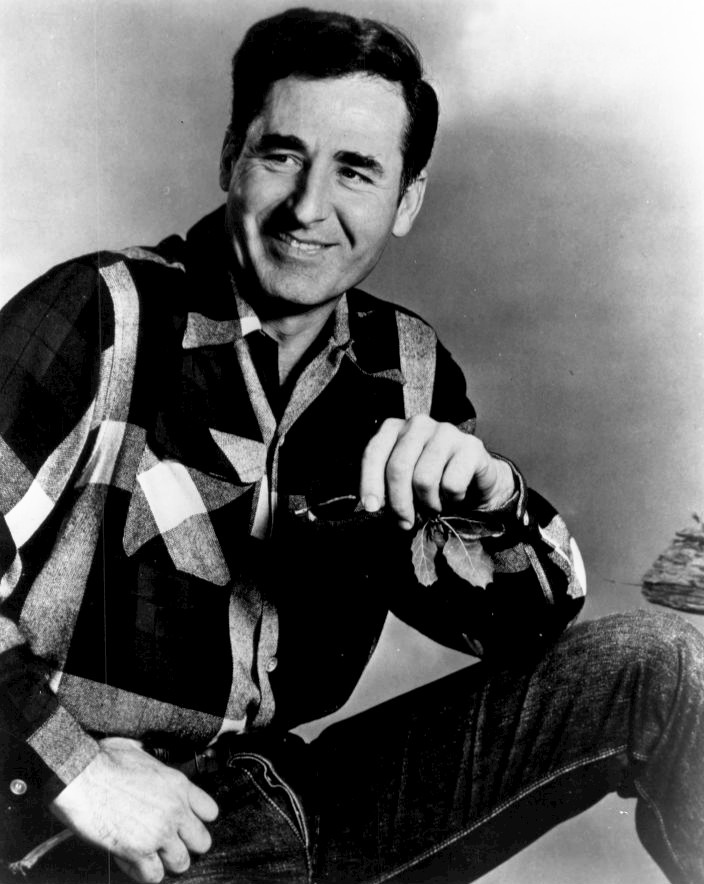
Sheb Wooley en 1971.

L'acteur qui a enregistré ce cri est très probablement Sheb Wooley, musicien et acteur de westerns. La première utilisation connue du cri date du film Les Aventures du capitaine Wyatt (Distant Drums) en 1951, il survient lorsqu'un homme se fait dévorer par un alligator. Après ce film, l'enregistrement a été archivé dans la bibliothèque d'effets sonores du studio Warner Bros et a été réutilisé dans de nombreuses productions du studio. Jusqu'au milieu des années 1970, l'enregistrement est utilisé exclusivement dans les productions de Warner Bros, comme Des monstres attaquent la ville (Them!, 1954), La Terre des pharaons (Land of the Pharaohs, 1955), Le Renard des océans (The Sea Chase, 1955), Le Sergent noir (Sergent Rutledge, 1960), Patrouilleur 109 (PT-109, 1963) et Les Bérets verts (The Green Berets, 1968).
Le cri Wilhelm a été popularisé par le designer sonore de la saga Star Wars, Ben Burtt, qui retrouva l'enregistrement original du son sur une bande étiquetée « Homme se faisant dévorer par un alligator ». Il baptisa l'échantillon « Cri Wilhelm » d'après le western La Charge sur la rivière rouge (1953) dans lequel le soldat Wilhelm pousse ce cri lorsque sa jambe est transpercée par une flèche indienne. Ce film correspond à sa troisième utilisation connue, et sa première officielle à partir de la bibliothèque de sons de Warner Bros.

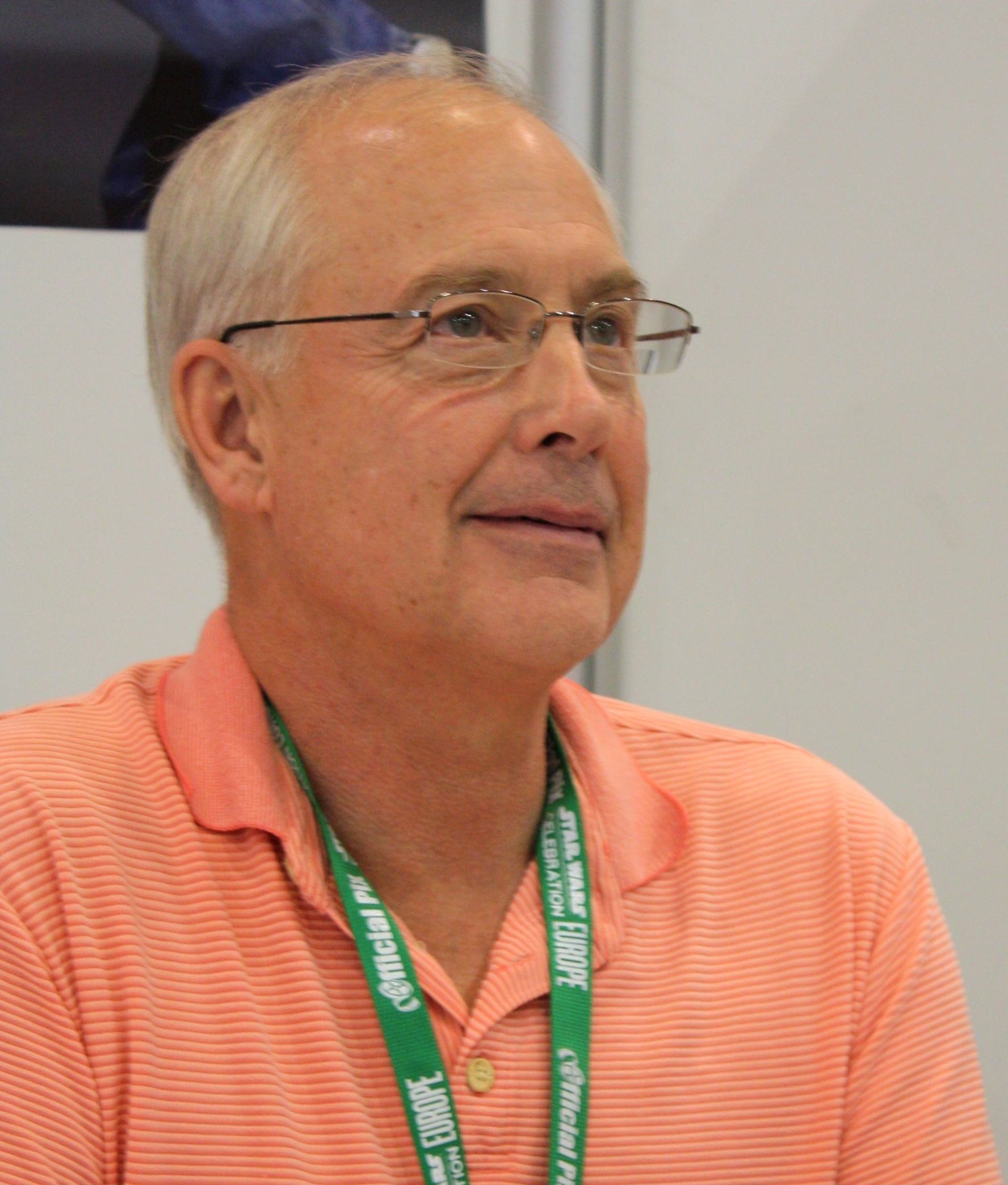
Ben Burtt en 2013.

C'est son utilisation dans les films de la saga Star Wars qui amorça une blague d'initiés avec Richard L. Anderson, puis avec les monteurs de Skywalker Sound, et de Weddington Productions (qui est depuis devenu une division de Technicolor Sound Services). Ils essayèrent alors de l'incorporer dans chacun des films auxquels ils travaillaient quand cela était approprié, le genre le plus évident étant le film d'action. Il fut ainsi utilisé dans les films de la série Indiana Jones de Steven Spielberg, ou ceux de Star Wars. L'utilisation de ce son devient progressivement un clin d’œil (caméo) largement répandu, utilisé notamment dans les films de Peter Jackson ou Quentin Tarantino.
Sheb Wooley meurt en 2003 à 82 ans, Ben Burtt jure alors de ne plus utiliser ce cri, mais le son reste largement utilisé par ailleurs.
En 2022, ce son est répertorié dans 568 films sur le site IMDb.

## Utilisations

### Films utilisant le cri de Wilhelm

#### Années 1950-1960
- Les Aventures du capitaine Wyatt (1951), première utilisation connue[2]
- La Mission du commandant Lex (1952)[9]
- La Charge sur la rivière rouge (1953) 3 fois, le nom Wilhelm est tiré d'un personnage du film poussant ce cri[7].
- Une étoile est née (1954)
- Des monstres attaquent la ville (1954) 6 fois
- La Horde sauvage (1956)
- Les Bérets verts (1968)
- La Horde sauvage (1969)

#### Années 1970-1980
- Il était une fois la révolution (1972)
- The Rocky Horror Picture Show (1975)
- Hollywood Boulevard (1976)
- Star Wars, épisode IV : Un nouvel espoir (1977)
- Star Wars : Au temps de la guerre des étoiles (1978)
- Le Chinois (1980)
- Star Wars, épisode V : L'Empire contre-attaque (1980)
- Les Aventuriers de l'arche perdue (1981)
- La Créature du marais (1982)
- Poltergeist (1982)
- Krull (1983)
- Star Wars, épisode VI : Le Retour du Jedi (1983)
- Indiana Jones et le Temple maudit (1984) 3 fois
- Howard... une nouvelle race de héros (1986)
- La Folle Histoire de l'espace (1987)
- Willow (1988) 3 fois
- Indiana Jones et la Dernière Croisade (1989)

#### Années 1990
- Mr Quigley l'Australien (1990)
- Gremlins 2 (1990)
- Total Recall (1990)
- La Belle et la Bête (1991)
- Aladdin (1992)
- Batman : Le Défi (1992)
- Reservoir Dogs (1992)
- Denis la Malice (1993)
- La Famille Pierrafeu (1994)
- Die Hard 3 - Une journée en enfer (1995)
- Toy Story (1995)
- Dingo et Max (1996)
- Le Pic de Dante (1997)
- Le Cinquième Élément (1997)
- Hercule (1997)
- Titanic (1997)
- Men in Black (1997)
- L'Arme fatale 4 (1998)
- Small Soldiers (1998)
- Star Wars, épisode I : La Menace fantôme (1999)

#### Années 2000
- Mission impossible 2 (2000)
- Les Pierrafeu à Rock Vegas (2000)
- La Petite Sirène 2 (2000)
- Wet Hot American Summer (2001)
- The Majestic (2001)
- Les Visiteurs en Amérique (2001)
- Comme chiens et chats (2001)
- La Planète des singes (2001)
- Star Wars, épisode II : L'Attaque des clones (2002)
- Spider-Man (2002)
- La trilogie du Seigneur des anneaux
- The Animatrix : Matriculé (2003)
- Taxi 3 (2003)
- Cody Banks, agent secret (2003)
- Pirates des Caraïbes : La Malédiction du Black Pearl (2003)
- Kill Bill (2003) 2 fois
- Hellboy (2004)
- Peter Pan (2004)
- Team America, police du monde (2004)
- Star Wars, épisode III : La Revanche des Sith (2005)
- Sin City (2005)
- Madagascar (2005)
- Les Quatre Fantastiques (2005)
- Feast (2005)
- Le Cercle 2 (2005)
- King Kong (2005)
- Kingdom of Heaven (2005)
- Aeon Flux (2006)
- X-Men : L'Affrontement final (2006)
- Cars (2006)
- Souris City (2006)
- Pirates des Caraïbes : Jusqu'au bout du monde (2007)
- Boulevard de la mort (2007)
- Les Rois de la glisse (2007)
- Shrek le troisième (2007) 2 fois
- Transformers (2007)
- Extra-terrien (2007)
- Il était une fois (2007)
- 30 Jours de nuit (2008)
- Black Sheep (2008)
- The Mist (2008)
- Indiana Jones et le Royaume du crâne de cristal (2008)
- Seuls Two (2008)
- Kung Fu Panda (2008)
- Spartatouille (2008)
- Tonnerre sous les tropiques (2008)
- Le Jour où la Terre s'arrêta (2008)
- Largo Winch (2008)
- Australia (2008)
- Astro Boy (2009)
- Détour mortel 3 (2009)
- Dragonball Evolution (2009)
- Là-haut (2009)
- Monstres contre Aliens (2009)
- Prédictions (2009)
- Inglourious Basterds (2009)
- Watchmen : Les Gardiens (2009)
- Underworld 3 : Le Soulèvement des Lycans (2009)
- Tempête de boulettes géantes (2009)
- Twilight, chapitre II : Tentation (2009)

#### Années 2010
- Burlesque (2010)
- Fée malgré lui (2010)
- Kung Fu Nanny (2010)
- Toy Story 3 (2010)
- Moi, moche et méchant (2010)
- Date limite (2010)
- La Panthère rose et ses amis (2010)
- Skyline (2010)
- Paul (2011)
- Sucker Punch (2011)
- Platane (2011)
- Monsieur Popper et ses pingouins (2011)
- Cars 2 (2011)
- Les Schtroumpfs (2011)
- Captain America: First Avenger (2011)
- Les Trois Mousquetaires (2011)
- Tomboy (2011)
- La Proie (2011)
- The Raid: Redemption (2011)[10]
- Ghost Rider 2 : L'Esprit de vengeance (2012)
- Sur la piste du Marsupilami (2012)
- Blanche-Neige et le Chasseur (2012)
- 21 Jump Street (2012)
- Premium Rush (2012)
- Les Seigneurs (2012)
- Le Magasin des suicides (2012)
- Paranormal Activity 4 (2012)
- Le Hobbit : Un voyage inattendu (2012)
- Lock Out (2012)
- Twilight, chapitre V : Révélation (2012)
- La Bifle (2012)
- Shark Week (2012)
- Django Unchained (2012)
- Tad l'explorateur : À la recherche de la cité perdue (2013)
- Pop Redemption (2013)
- Man of Steel (2013)
- Moi, moche et méchant 2 (2013)
- La Grande Boucle (2013)
- Oggy et les Cafards, le film (2013)
- Monstres Academy (2013)
- 16 ans ou presque (2013)
- Le Vieux qui ne voulait pas fêter son anniversaire (2013)
- Querelles de clocher (2014)
- L'Île des Miam-nimaux : Tempête de boulettes géantes 2 (2014)
- Minuscule : La Vallée des fourmis perdues (2014)
- Robot des Bois (2014)
- Black Storm (2014)
- 22 Jump Street (2014)
- Birdman (2014)
- Paul Blart 2 : Super Vigile à Las Vegas (2015)
- Hitman: Agent 47 (2015)
- Ted 2 (2015)
- Les minions (2015)
- Attack on Titan J-Film (2015)
- Avril et le Monde truqué (2015)
- Sharknado 3: Oh Hell No! (2015)
- Robin des bois, la véritable histoire (2015)
- Star Wars, épisode VII : Le Réveil de la Force (2015)[11]
- Batman v Superman : L'Aube de la justice (2016)
- Hardcore Henry (2016)
- Ratchet et Clank (2016)
- Kung Fu Panda 3 (2016)
- Warcraft : Le Commencement (2016)
- Un flic à la maternelle 2 (2016)
- Angry Birds, le film (2016)
- Skiptrace (2016)
- Star Trek : Sans limites (2016)
- Mi gran noche (2016)
- Ma vie de Courgette (2016)
- Sausage Party (2016)
- Rogue One: A Star Wars Story (2016)
- Ballerina (2016)
- Comme des bêtes (2016)
- Nos voisins les Jones (2016)
- Monster Cars (2016)
- Sing (2016)
- À fond (2016)
- Tous en scène (2016)
- Le Manoir (2017)
- La Colle (2017)
- Atomic Blonde (2017)
- Pirates des Caraïbes : La Vengeance de Salazar (2017)
- Moi, moche et méchant 3 (2017)
- Santa et Cie (2017)
- Hitman & Bodyguard (2017)
- Osiris, la 9ème planète (2017)
- Lego Ninjago le film (2017) 7 fois, un record
- Braqueurs d'élite (2017)
- Le Labyrinthe : Le Remède mortel (2018)
- Taxi 5 (2018)
- Avengers: Infinity War (2018)
- Deadpool 2 (2018)
- Venom (2018)
- 2.0 (2018)
- Tau (2018)
- Astérix : Le Secret de la potion magique (2018)
- L'Incroyable Aventure de Bella (2019)
- Once Upon a Time… in Hollywood  (2019)
- Shazam! (2019)
- Aladdin (2019)
- Comme des bêtes 2 (2019)
- Toy Story 4 (2019)
- Trouble (2019)
- 64 minutes chrono (2019)
- Mon inconnue (2019)
- Jumanji: Next Level (2019)
- Playmobil, le film (2019)
- Les Traducteurs (2019)

#### Années 2020
- Guns Akimbo (2020)
- 30 Jours max (2020)
- BAC Nord (2020)
- Project Power (2020)
- Le Peuple Loup (2020)
- Boss Level (2021)
- American Nightmare 5 : Sans Limites (2021)
- Free Guy (2021)
- Clifford le gros chien rouge  (2021)
- Red Notice (2021)
- Black Panther: Wakanda Forever (2022)
- Buzz l'Éclair (2022)
- Prey (2022)
- Thor: Love and Thunder (2022)
- L'École du bien et du mal (2022)
- Troll (2022)
- Marry My Dead Body (2022)
- Sacrées Momies (2023)
- The Old Way (2023)
- Les Trois Mousquetaires : D'Artagnan (2023)
- Ghosted (2023)
- Chien de la casse (2023)
- Indiana Jones et le Cadran de la destinée (2023)
- Ninja Turtles: Teenage Years (2023)
- Chicken Run : La Menace nuggets (2023)
- Miraculous : le film (2023)
- Les Trois Mousquetaires : Milady (2023)
- Ultimate Chabite (2023)
- Megalopolis (2024)
- Mickey 17 (2025)

### Séries utilisant le cri de Wilhelm
- Les Aventures du jeune Indiana Jones, saison 2, épisode 14 (1993)
- Chuck, saison 1, épisode 8 (2007)
- Les Griffin, saison 5, épisode 16 (2007)
- Mad Men, saison 2, épisode 13 (2008)
- Oggy et les Cafards, saison 3, épisode 33 (2008)
- Chuck, saison 3, épisode 4 (2009)
- Lost : Les Disparus, saison 5, épisode 6 (2009)
- Hero Corp, saison 2, épisode 13 (2009)
- Dexter, saison 1, épisode 5 (2009)
- Les Simpson, saison 22, épisode 4 (2010)
- Mentalist, saison 3, épisode 23 (2010)
- Dr. House, saison 7, épisode 15 (2011)
- bref. (2011-2012)
- Game of Thrones, saison 1, épisode 9 (2012)
- Futurama, saison 7, épisode 8 (2012)
- Les Dalton, saison 2, les Dalton se plient en quatre (2012)
- Spartacus, saison 3, épisode 10 (2013)
- Ninjago, saison 1, épisode 12 (2011) ; saison 3, épisode 2 (2014)
- Community, saison 5, épisode 5 (2014)
- Galavant, saison 1, épisode 4 ; saison 2, épisode 10 (2015)
- Le Fat Show, saison 3, épisode 1 (2015)
- The Expanse, saison 1, épisode 9 (2015)
- Sense8, saison 1, épisode 12 (2015)
- Colony, saison 1, épisode 7 (2016)
- Blindspot, saison 2, épisode 5 (2016)
- Plus belle la vie, épisodes 31 et 38 (2016)
- Dead Landes, épisode 10 (2016)
- The Walking Dead, saison 6, épisode 10 (2016)
- Bienvenue chez les Loud, saison 1, épisode 18 (2016)
- Alerte Cobra, saison 39, épisode 5 ; saison 42, épisode 5 (2016)
- Dragons : Par delà les rives, saison 2, épisode 9 (2016)
- Legends of Tomorrow, saison 1, épisode 11 (2016) ; saison 2, épisode 9 (2017)
- Vikings, saison 1, épisode 7 (2013) et saison 5, épisode 10 (2017)
- Legion, épisode 4 (2017)
- American Dad!, saison 12, épisode 22 (2015)
- Once Upon a Time, saison 6, épisode 13 (2017)
- The Handmaid's Tale : La Servante écarlate, saison 1, épisode 6 (2017)
- Bob l'éponge, saison 10, épisode 16 (2017)
- Outlander, saison 3, épisode 13 (2017)
- La Casa de Papel, saison 1, épisode 3 ; saison 2, partie 3, épisode 6 et partie 5, épisode 5 (2017)
- BoJack Horseman, saison 1, épisode 1 (2014) ; saison 4, épisode 11 (2017)
- Les Crumpets, saison 4, épisodes 4, 21 et 24 (2018)
- 1983, saison 1, épisode 8 (2018)
- Les 100, saison 1, épisode 13 (2014) ; saison 5, épisodes 12 et 13 (2018)
- Voltron, le défenseur légendaire, saison 5, épisode 5 (2018)
- Stranger Things, saison 3, épisode 7 (2019)
- Big Mouth, saison 3, épisode 11 (2019)
- Fear the Walking Dead, saison 5, épisode 13 (2019)
- 13 Reasons Why, saison 3, épisode 12 (2019)
- Comment élever un super-héros, saison 1, épisode 9 (2019)
- Amphibia, saison 2, épisode 3b (2020)
- Une île, saison 1, épisode 5 (2020)
- Blacklist, saison 6, épisode 9 (2020)
- Ragnarök, saison 2, épisode 1 (2021)
- Lupin, partie 2, épisode 10 (2021)
- Locke and Key, saison 2, épisode 10 (2021)
- Star Wars: Le Livre de Boba Fett, saison 1, épisode 7 (2022)
- Obi-Wan Kenobi, épisode 3 (2022)
- OVNI(s), saison 2, épisode 4 (2022)
- Resident Evil, saison 1, épisode 4 (2022)
- The Boys, saison 3, épisode 6 (2022)
- One Piece, saison 1, épisode 5, épisode 8 (2023)
- Sweet Tooth, saison 3, épisode 7 (2024)
- Gen V, saison 1, épisode 8 (2024)
- Cobra Kai, saison 6, épisode 7 (2024)
- Severance, saison 2, épisode 2 (2025)
- Black Mirror, saison 7, épisode 6 (2025)
- The Rookie, saison 7, épisode 1          ( 2025 )

### Dans les jeux vidéo
Son utilisation gagne aussi le jeu vidéo, dans Grand Theft Auto IV et V, Red Dead Redemption, Just Cause 2 et Star Wars Jedi Knight: Jedi Academy, quand un ennemi meurt, on l'entend aléatoirement. Il apparaît également dans le jeu Halo: Reach pendant une vidéo où l'on saute en Warthog d'un pont détruit avec Kat en tant que pilote. Le second Warthog essaye de faire la même prouesse mais rate son coup et le cri est entendu. Dans GoldenEye 007 sur Wii, quand James Bond enclenche le détonateur dans l'entrepôt, on peut entendre un soldat crier avec l'effet « Wilhelm ». Dans God of War: Ghost of Sparta, un garde atlante, tué par un cyclope au début du jeu, pousse ce cri. Dans le jeu Doodle Grub sur iOS, ce cri est utilisé à chaque fois que le personnage meurt. Dans le jeu mobile Growtopia, le cri est émis lorsqu'un joueur succombe. On peut aussi entendre le cri dans l'épisode de Smosh nommé « Banned video ». Le cri peut aussi être entendu dans la cinématique d'ouverture du jeu StarCraft 2: Heart of the Swarm quand un Marine Terran se fait écraser, à 1 minute 45. Dans Assassin's Creed III, le cri est présent dans une cinématique lorsqu'un soldat meurt par un boulet de canon. Le cri est utilisé dans le jeu de tower defense Kingdom Rush: Frontiers et permet même de faire gagner un « succès » intitulé Is that Wilhelm ?. Il est aussi utilisé de façon aléatoire dans le jeu indépendant Broforce ainsi que dans King Arthur's Gold (en).
Une référence à ce cri est également présente dans le jeu Borderlands: The Pre-Sequel!. Le personnage nommé Wilhelm peut posséder une compétence appelée « Cri de Wilhelm » (« Wilhelm Scream » en VO), faisant évidemment référence à ce bruitage. Dans Borderlands 3, il est également possible d'entendre le cri Wilhelm après avoir éjecté le pilote d'un véhicule lors d'un détournement.
Dans la première cinématique du jeu Mafia: Definitive Edition, lorsque Sam et Paulie se débarrassent d'une des voitures de leurs poursuivants, Lorsque la voiture tombe d'un pont, on entend le cri.
Dans le point'n click There Is No Game: Wrong Dimension, un personnage du nom de Whilhelm produit ce fameux et unique son. Le Docteur Watson fera involontairement référence lors d'une énigme.
Le cri de Wilhelm est également utilisé dans le jeu PS4 Astérix & Obélix : baffez les tous, sorti en 2021. Sous forme d'easter egg dans les stages se passant sur un bateau, il faut frapper certains mâts à plusieurs reprises pour faire tomber le pirate de sa vigie et ainsi entendre le célèbre cri. Il est par ailleurs aussi présent dans le jeu vidéo Astérix aux Jeux olympiques.
Au tout début du jeu, lors des premières secondes de la cinématique d'introduction de Baldur's Gate III, il est possible d'entendre le cri lorsqu'un garde de la ville se fait désintégrer par le vaisseau des Illithids.

### Documentaire
Le cri peut également être entendu dans le documentaire animalier Les fourmis de Nicolas Goudeau-Monvois et Lucas Allain (2024).

### Série web
- AVGN Board James, saison 1, Weapons and Warriors (2009)
- Le Visiteur du futur, épisode 43 (2012)
- Roll Shaker - épisodes 1 et 2 (2013)
- Top 5 - épisode 139 (2013)
- Inanimate Insanity - saison 2, épisode 1 (Breaking the Ice) (2013)
- Typique - épisode 9 (2013)
- Benzaie - DESTINY (d'Actipognon) - Hard Corner - Benzaie TV (2014)
- E-penser - épisode 10 : D'où vient le vent ?'n (2014)
- E-penser - Fritz Haber - Sauver l'humanité en cherchant à la détruire - LPPV.04 (2014)
- Suricate - Movies vs Life 2 (2014)
- YouTube - YouTube Rewind: Turn Down for 2014 (2014)
- Le Fossoyeur de Films - Aparté #2 : Le cri de Wilhelm [archive] (2015)
- Mathieu Sommet - APOCALYPSE ET GENÈSE/SLG N°95 (2015)
- Machinima Sentinelles - Les Chroniques des Sentinelles : Chapitre V (2016)
- Durendal - PJREVAT - Star Wars - Episode VIII - The Last Jedi : Partie 2 (2018)
- Hbomberguy - ROBLOX_OOF.mp3 (2022)